# Cortyta polycyma
Cortyta polycyma là một loài bướm đêm trong họ Erebidae.